# Aiglsbach
Aiglsbach er en kommune i Landkreis Kelheim i Regierungsbezirk Niederbayern i den tyske delstat Bayern. Den er en del af Verwaltungsgemeinschaft Mainburg.

## Geografi
Aiglsbach ligger mellem Regensburg og München samt mellem Ingolstadt og Landshut.
I kommunen ligger landsbyerne Aiglsbach, Berghausen, Gasseltshausen, Oberpindhart, Pöbenhausen, Radertshausen, Buch, Haselbuch, Gerblhäuser, Straßberg, Lindach og Moosham